# Codename Sailor V
Codename: Sailor V (コードネームはセーラーＶ Kōdo Nēmu wa Sērā Bui) là truyện tranh được viết bởi tác giả Naoko Takeuchi. Bộ truyện xoay quanh nhân vật Minako Aino, một nữ sinh đã khám phá ra mình có sức mạnh phép thuật và cô phải sử dụng chúng để bảo vệ mọi người trên Trái Đất. Codename: Sailor V là nền tảng cho phần tiếp theo của nó: Sailor Moon.

## Nội dung
Minako Aino là một nữ sinh trung học 13 tuổi, một người có tình cách ngờ nghệch nhưng ngay thẳng, cô mơ ước một ngày nào đó sẽ tìm thấy tình yêu thực sự. Một ngày, cô gặp một chú mèo trắng biết nói với hình mặt trăng lưỡi liềm trên trán tên là Artemis. Artemis tiết lộ rằng Minako sở hữu khả năng phép thuật để biến thành một cô gái mạnh mẽ hơn, xinh đẹp hơn bất kỳ ai.
Artemis gọi cô là Sailor Venus và nói rằng cô có nhiệm vụ bảo vệ Trái Đất dưới cái tên Venus (Sao Kim) - hành tinh giám hộ của cô. Để thực hiện nhiệm vụ  này, Artemis cho cô hai phụ kiện: Hộp phấn sáp hình Mặt Trăng lưỡi liềm và một cây bút phép thuật. Cây bút phép thuật có thể giúp cô biển đổi thành Sailor V (Thủy thủ V).
Minako bắt đầu chiến đấu với bọn ác quỷ được biết với cái tên Cơ quan Bóng Tối do Danburite chỉ huy. Minako có nhiều cuộc phiêu lưu dưới danh nghĩa Chiến binh Thủy thủ làm dấy lên sự ghen tị và ngưỡng mộ của các lực lượng cảnh sát. Sau này cô nhận được sự trợ giúp của Saijyo Ace (Kaito Ace), người đã chiếm lấy hào quang của cô trong chương trình TV của anh ta.
Sau cùng, Minako nhận ra rằng nhiệm vụ của mình là quan trọng hơn sự lãng mạn và phát hiện ra danh tính thật sự của mình. Từ đó, cô quyết định tìm kiếm bốn Chiến binh Thủy thủ còn lại và Công chúa Mặt Trăng.

## Danh sách chương
| - Vol. 1: "Sailor V is Born!" (セーラーＶ誕生！ "Sērā Bi Tanjō!") - Vol. 2: "Minako in 'Crown Game Center'" (美奈子ｉｎ「ゲームセンタークラウン」 "Minako in 'Gēmu Sentā Kuraun'") - Vol. 3: "Sailor V Appears! Channel 44 / Pandora's Plot" (セーラーＶ初登場－－「チャンネル４４」パンドラの野望編 "Sērā Bi Hatsu Tōjo! -- 'Chaneru 44' Pandora no Yabō Hen") - Vol. 4: "Petite Pandora's Plot" (プチ・パンドラの野望編 "Pechi Pandora no Yabō Hen") - Vol. 5: "The Dark Agency's Plot" (ダーク・エージェンツーの院謀編 "Dāku Eejentsū no In Bō Hen") - Vol. 6: "Showdown! Sailor V vs. Electronic Fighter Girl Luga" (対決！セーラーＶ ｖｓ. 電脳少女闘士ルゥガ "Taiketsu! Sērā Bi vs. Dennō Shōjo Toshi Rūga") |

| - Vol. 7: "Sailor V's Vacation / The Hawaiian Plot!" (セーラーＶバカンス編－－ハワイヘの野望！ "Sērā Bi Bakansu Hen -- Hawai e no Yabō!") - Vol. 8: "Love on the Tree-Lined Road / Tearing at Turbo Full-Throttle!" (並木道の恋－－ターボ全開バリバリ！編 "Namiki Michi no Koi -- Tābo Zenkai BariBari! Hen") - Vol. 9: "Sailor V vs. Debrine" (セーラーＶ ｖｓ. デブリーネ "Sērā Bi vs. Deburīne") - Vol. 10: "Sailor V in a Pinch!? Kaitou Ace Appears!" (セーラーＶピンチ！？怪盗Ａ登場！ "Sērā Bi Pinchi!? Kaitō A Tōjō") |

| - Vol. 11: "The Pet Stories / Number 1: Nyan-Nyan's Plot" (ペット編その１．娘々の陰謀 "Petto Hen Sono 1 Nyan Nyan no Inbō") - Vol. 12: "The Pet Stories / Number 2: Wan-Wan's Plot" (ペット編その２．王々の陰謀 "Petto Hen Sono 2 Wan Wan no Inbō") - Vol. 13: "The Pet Stories / Number 3: Chuu-Chuu's Plot" (ペット編その３．触々の陰謀 "Petto Hen Sono 3 Chū Chū no Inbō") - Vol. 14: "Youth Bet on the Hachimaki Stone!!" (ハチマキ石にかけた青春！！ "Hachimaki Ishi ni Kaketa Seishun!!") - Vol. 15: "A New Journey Begins!!" (新たなる旅立ちッ！！ "Arata Naru Tabidachi!!") |

### Shinsoban editions
| - Vol. 1: "Sailor V is Born!" (セーラーＶ誕生！ "Sērā Bi Tanjō!") - Vol. 2: "Minako in 'Crown Game Center'" (美奈子ｉｎ「ゲームセンタークラウン」 "Minako in 'Gēmu Sentā Kuraun'") - Vol. 3: "Sailor V Appears! Channel 44 / Pandora's Plot" (セーラーＶ初登場－－「チャンネル４４」パンドラの野望編 "Sērā Bi Hatsu Toujō! -- 'Chaneru 44' Pandora no Yabō Hen") - Vol. 4: "Petite Pandora's Plot" (プチ・パンドラの野望編 "Pechi Pandora no Yabō Hen") - Vol. 5: "The Dark Agency's Plot" (ダーク・エージェンツーの院謀編 "Dāku Eejentsū no In Bō Hen") - Vol. 6: "Showdown! Sailor V vs. Electronic Fighter Girl Luga" (対決！セーラーＶ ｖｓ. 電脳少女闘士ルゥガ "Taiketsu! Sērā Bi vs. Dennō Shōjo Toshi Rūga") - Vol. 7: "Sailor V's Vacation / The Hawaiian Plot!" (セーラーＶバカンス編－－ハワイヘの野望！ "Sērā Bi Bakansu Hen -- Hawai e no Yabō!") - Vol. 8: "Love on the Tree-Lined Road / Tearing at Turbo Full-Throttle!" (並木道の恋－－ターボ全開バリバリ！編 "Namiki Michi no Koi -- Tābo Zenkai BariBari! Hen") |

| - Vol. 9: "Sailor V vs. Debrine" (セーラーＶ ｖｓ. デブリーネ "Sērā Bi vs. Deburīne") - Vol. 10: "Sailor V in a Pinch!? Phantom Ace Appears!" (セーラーＶピンチ！？怪盗Ａ登場！ "Sērā Bi Pinchi!? Kaitō A Tōjō") - Vol. 11: "The Pet Stories / Number 1: Nyan-Nyan's Plot" (ペット編その１．娘々の陰謀 "Petto Hen Sono 1 Nyan Nyan no Inbō") - Vol. 12: "The Pet Stories / Number 2: Wan-Wan's Plot" (ペット編その2．王々の陰謀 "Petto Hen Sono 2 Wan Wan no Inbō") - Vol. 13: "The Pet Stories / Number 3: Chuu-Chuu's Plot" (ペット編その3．触々の陰謀 "Petto Hen Sono 3 Chuu Chuu no Inbō") - Vol. 14: "Youth Bet on the Hachimaki Stone!!" (ハチマキ石にかけた青春！！ "Hachimaki Ishi ni Kaketa Seishun!!") - Vol. 15: "A New Journey Begins!! First Part" (新たなる旅立ちッ！！前編 "Arata Naru Tabidachi!! Zenpen") - Vol. 16: "A New Journey Begins!! Last Part" (新たなる旅立ちッ！！後編 "Arata Naru Tabidachi!! Kōhen") |